# Ailurops ursinus
Ailurops ursinus é uma espécie de marsupial da família Phalangeridae. Endêmica da Indonésia.